# Sakhi
Sakhi (nep. सखि) – gaun wikas samiti w zachodniej części Nepalu w strefie Rapti w dystrykcie Rolpa. Według nepalskiego spisu powszechnego z 2011 roku liczył on 615 gospodarstw domowych i 2890 mieszkańców (1547 kobiet i 1343 mężczyzn).